# Belonion apodion
Belonion apodion is een straalvinnige vissensoort uit de familie van de gepen (Belonidae). De wetenschappelijke naam van de soort is voor het eerst geldig gepubliceerd in 1966 door Collette.